# Campeonato de Barcelona de ciclismo
El Campeonato de Barcelona era una clásica ciclista que se celebraba anualmente en Barcelona. Se disputó entre 1918 y 1966, aunque no con continuidad. Tuvo diferentes nombres, así la podemos encontrar denominada cómo: Gran Premio del Excel·lentíssim Ayuntamiento, Trofeo Studebaker, Trofeo Terrot, Grande Premio Sestal, Trofeo Antonio Aunós, Gran Premio Galindo o Trofeo Juan Fina
Del 1964 al 1966 formó parte de la Semana Catalana, así los vencedores de estas ediciones también lo fueran de una etapa de esta nueva cursa. 
El ciclista que ha inscrito más veces su nombre en el palmarés es Miguel Poblet, con tres victorias, seguido de Fernando Murcia y José Mateo, con dos victorias.
El último vencedor fue el catalán Antonio Gómez de Moral, en 1966.

## Palmarés
| Edición   | Primero                 | Segundo                     | Tercero                |
| --------- | ----------------------- | --------------------------- | ---------------------- |
| 1918      | Juan Martínez           | Emilio Nolla                | Jaime Janer            |
| 1919-1924 | No se disputó           | No se disputó               | No se disputó          |
| 1925      | Jaime Janer             | Miguel Mucio                | José Cebrián Ferrer    |
| 1926      | No se disputó           | No se disputó               | No se disputó          |
| 1927      | Vicente Cebrián Ferrer  | Juan Murcia                 | Pere Sant Cirera       |
| 1928      | Pedro Albiñana          | Eduard Vendrell             | José María Sans        |
| 1929      | Mariano Cañardo         | Vicente Cebrián Ferrer      | Nicolau Tubau          |
| 1930      | Eliseu Aubalat          | José Caño                   | Agustín Sardañons      |
| 1931      | Vicente Cebrián Ferrer  | José Campamá                | Pedro Albiñana         |
| 1932      | Vicente Bachero         | José Cebrián Ferrer         | Vicente Cebrián Ferrer |
| 1933      | No se disputó           | No se disputó               | No se disputó          |
| 1934      | Gonzalo Ros             | Juan Gimeno                 | Isidre Figueras        |
| 1935      | Antonio Destrieux       | José González               | Juan Gimeno            |
| 1936-1939 | No se disputó           | No se disputó               | No se disputó          |
| 1940      | José Campamá            | Manuel Izquierdo            | Fernando Murcia        |
| 1941      | No se disputó           | No se disputó               | No se disputó          |
| 1942      | Fernando Murcia         | Joaquín Olmos               | Camil Sabater          |
| 1943      | Fernando Murcia         | José Vidal Juliá            | 23 ciclistas           |
| 1944      | Antonio Martín          | Delio Rodríguez             | Julián Berrendero      |
| 1945      | Vicente Carretero       | João Rebelo                 | Juan Gimeno            |
| 1946      | Bernardo Capó           | Manuel Costa                | Miguel Poblet          |
| 1947      | José Serra Gil          | Isidro Molar                | Bernardo Ruiz          |
| 1948      | Andreu Boher            | José Vidal Juliá            | Francisco Masip        |
| 1949      | Joaquín Filbá           | Florencio Pedrola           | Miguel Poblet          |
| 1950      | Pere Sant Alentà        | Juan Espín                  | Francisco Masip        |
| 1951      | Miguel Poblet           | Pere Sant Alentà            | Vicente Iturat         |
| 1952      | José Mateo              | Juan Crespo                 | José Vidal Porcar      |
| 1953      | José Mateo              | Miquel Vilardell            | Jaime Montaña          |
| 1954      | Juan Campillo           | José Segú                   | Aniceto Utset          |
| 1955      | Antonio Bertrán         | Juan Crespo                 | Vicente Iturat         |
| 1956      | Miguel Poblet           | Jesús Galdeano              | José Escolano          |
| 1957      | Miguel Poblet           | Francisco Moreno Martínez   | Andreu Trobat          |
| 1958      | José Segú               | Antonio Ferraz              | Hortensio Vidaurreta   |
| 1959      | Salvador Botella        | Miguel Pacheco              | Aniceto Utset          |
| 1960-1963 | No se disputó           | No se disputó               | No se disputó          |
| 1964      | Anulada por la nieve    | Anulada por la nieve        | Anulada por la nieve   |
| 1965      | José Pérez-Francés      | Joan Vilà                   | José Luís Talamillo    |
| 1966      | Antonio Gómez del Moral | José Manuel López Rodríguez | José María Errandonea  |

(en color: forma parte de la Semana Catalana)